# Voděrady (Moravia meridionale)
Voděrady (in tedesco Wodierad) è un comune della Repubblica Ceca facente parte del distretto di Blansko, in Moravia Meridionale.